# Un ange passe
Un ange passe je francouzský černobílý experimentální film, který natočil režisér Philippe Garrel. Ve filmu hráli Nico, Laurent Terzieff, Bulle Ogier, Jean-Pierre Kalfon a také režisérův otec Maurice Garrel. Ve filmu byla použita hudba od Nico. Název snímku je francouzský termín užívaný pro okamžiky, kdy z nevysvětlitelných důvodů vázne konverzace. Snímek je prezentován jako most mezi režisérovým předchozím filmem, němým Les Hautes solitudes (1974), a narativním L'Enfant secret (1979).